# Adûnaico
Adûnaico é uma língua fictícia criada por J.R.R.Tolkien para sua obra. Este idioma, cujo nome significa Língua Ocidental, era o idioma dos homens de Númenor na Segunda Era.
O Adûnaico derivou das línguas relacionadas Bëoriano e Hadoriano, coletivamente chamadas de Taliska. Essas eram línguas dos Humanos, e na Segunda Era um sotaque Bëoriano ainda era encontrado em partes de Númenor, principalmente em Emerië e em redor do Porto de Andúnië. A maior parte da Casa de Bëor, o Velho foi morta depois Dagor Bragollach e então o Hadoriano prevaleceu.
O Adûnaico não parece ter sido influenciado pela Segunda Casa dos Homens, o idioma Haladin: quando os Númenorianos retornaram à Terra-média na Segunda Era, eles não reconheceram as pessoas do Enedwaith e Minhiriath como parentes distantes pois falavam na língua Haladin.
O Westron, ou Língua Geral, largamente falada na Terra-média durante a Terceira Era, teve muita influência do Adûnaico. Os Númenorianos de Umbar e outras colônias falavam uma língua chamada Adûnaico Negro, que era mais próximo da língua antiga e não foi influenciado pelas línguas Élficas.